# Império do Espírito Santo do Porto Judeu
O Império do Espírito Santo do Porto Judeu  ou Império do Espírito Santo do Porto Judeu de Baixo é um Império do Espírito Santo português que se localiza na freguesia açoriana do Porto Judeu, concelho de Angra do Heroísmo, ilha Terceira, arquipélago dos Açores.
Este Império do Espírito Santo tem a sua fundação no século XX mais precisamente no ano de 1925.